# Raul Pilla
Raul Pilla (Porto Alegre, 20 de enero de 1892 - Porto Alegre, 7 de junio de 1973) fue un político, médico, periodista y profesor brasileño. Uno de los mayores defensores de la adopción del régimen parlamentario, era conocido como «el papa del parlamentarismo en Brasil» (en portugués: O Papa do parlamentarismo no Brasil).

## Biografía
En 1909, con diecisiete años, fue designado secretario del directorio central del partido Federalista de Río Grande del Sur en Porto Alegre. Afirmaba que se acercó al partido influido por las ideas de Apeles Porto-Alegre, su profesor de historia en el Ginásio Júlio de Castilhos e impulsor del parlamentarismo, una de las principales banderas de los federalistas.
Se graduó en 1915 como médico por la Facultad de Medicina de la Universidad Federal de Río Grande del Sur. En la misma facultad fue profesor interino de patología desde 1917 y profesor libre de fisiología desde 1926 hasta 1932.
Como miembro de la Alianza Libertadora, en 1922 participó de la campaña de Joaquim Francisco de Assis Brasil para gobernador estatal, contra Antônio Augusto Borges de Medeiros del Partido Republicano Riograndense (PRR), quien buscaba su quinta elección y la tercera consecutiva. Después de la victoria de Borges de Medeiros, Pilla se convirtió en uno de los líderes de la revolución de 1923, conflicto civil entre los chimangos (partidarios de Borges de Medeiros) y los maragatos (partidarios de Assis Brasil).
Junto con Assis Brasil, en 1928 fue uno de los fundadores del partido Libertador (PL), del cual llegó a ser vicepresidente. En 1929 participó de la creación del Frente Único Gaúcho, alianza entre los antes adversarios PL y PRR, con el objetivo de lograr la elección de un gaúcho a la presidencia de Brasil. El candidato fue Getúlio Vargas, del PRR, entonces presidente de Río Grande del Sur. Al ser derrotado Vargas se produjo la revolución de 1930, en la que Pilla participó activamente.
Con la victoria del movimiento revolucionario, Vargas asumió la presidencia y designó algunos miembros del PL para cargos en la nueva administración. Entre ellos Assis Brasil, entonces presidente del PL, al Ministerio de Agricultura, por lo que Pilla asumió la presidencia del partido.
En 1932, con la ruptura entre el PL y Vargas, participó en los alzamientos que en Río Grande del Sur apoyaban el movimiento constitucionalista surgido en São Paulo. Derrotado el movimiento, se exilió en Argentina y Uruguay entre 1933 y 1934. Después de una amnistía fue designado en 1936 como secretario de Agricultura de Río Grande del Sur durante la gestión de José Antônio Flores da Cunha, y fue elegido diputado estatal constituyente por el PL, en 1937. Su mandato coincidió con la institución del Estado Novo, al cual se opuso por lo que decidió apartarse de la política y regresar a la docencia en la Facultad de Medicina de Porto Alegre.
Con el retorno de la democracia, en 1945 integró la Comisión de Orientación Política encargada de elaborar los estatutos de la Unión Democrática Nacional (UDN). Sin embargo, abandonó el partido para asumir la presidencia del refundado Partido Libertador.
Fue elegido diputado federal y durante la campaña de la Legalidad en 1961 redactó la enmienda que permitió a João Goulart asumir la presidencia de la república, con el sistema parlamentarista ya vigente. Se retiró de la actividad política en marzo de 1966 y en su despedida del Congreso dijo que debido a su edad ya no tenía tiempo ni voluntad para esperar una nueva reapertura democrática después del golpe de Estado en Brasil de 1964.
También fue bachiller en Ciencias y Letras por la Universidad Federal de Río Grande del Sur, ejerció el periodismo y colaboró con diversos periódicos del estado. Durante el funcionamiento de la Constituyente de 1946, mantuvo columnas políticas regulares en O Globo de Río de Janeiro, Diário de Notícias (participó en su fundación en 1925) y Correio do Povo de Porto Alegre.

## Obras
Temas médicos
- O som no tratamento da surdez (tesis de doctorado, 1916)
- Da correlação de funções (1925)
- Funções da linguagem (1926)
- Concepção filosófica da Medicina (1938)
- Linguagem médica (1942)
- O Professor e a Medicina (1961)

Ensayos (política, parlamentarismo, vida académica, discursos, etc.)
- Catecismo Parlamentarista (1949)
- Votos e Pareceres (incluye un estudio sobre el idioma portugués)
- Sistema Parlamentar na Constituição do Império
- Presidencialismo ou Parlamentarismo (1958 – en colaboración con Afonso Arinos)
- Despedindo-se da Velha Faculdade (1961)
- A revolucao julgada: a crise institucional (1969)
- Discursos parlamentares (1980) póstumo